# マックス・エマヌエル・ツェンチッチ
マックス・エマヌエル・ツェンチッチ（Max Emanuel Cenčić、1976年9月21日 - ）は、クロアチアのザグレブ生まれのカウンターテナー歌手。

## 経歴
音楽一家に生まれ、オペラ歌手である母親の声楽指導を幼い頃から受ける。早くも6歳でテレビに出演し、モーツァルト作曲のオペラ「魔笛」の「夜の女王」のアリアを披露する。
1987年から1992年まではウィーン少年合唱団に所属し、ソリストとして活躍した。合唱団員時代に「魔笛」の三人の童子の一人として録音に参加。指揮者のゲオルク・ショルティに、これまで会った中で最高のボーイソプラノと称賛される。変声期以降はソプラノおよびメゾソプラノ声域の歌手としてのキャリアを進むことを決意。17歳にして、すでに800回近くの舞台を踏む経験を積んでいた。
ピアニストのノーマン・シェトラー（en:Norman Shetler）と組んで、1992年よりソプラニストとしてのソロ活動を開始。欧州各地や日本でのリサイタルで高い評価を受ける。 2001年からはカウンターテナーとして活躍中。
マックス・エマヌエル・ツェンチッチは世界の主要オペラハウスに出演するとともに、スカルラッティ、ヘンデル、モンテヴェルディ、ヴィヴァルディなどのディスクで高い評価を受けている。また、シュヴェツィンゲン音楽祭、ラインスベルク音楽祭、ドロットニングホルム音楽祭など、各地の音楽祭の常連である。
バーゼル歌劇場で上演されたモンテヴェルディ作のオペラ「ポッペアの戴冠」のネローネ役で、2003年にオペラ雑誌Opernweltの新人賞を受ける。また2008年4月にはAcadémie du Disqueから最優秀オペラ歌手として表彰される。

## ディスコグラフィー

### CD
- ’Venezia’. 共演：Il Pomo D'oro & Riccardo Minasi. Virgin Classics, 2013.
- ’Duetti’ . 共演：フィリップ・ジャルスキー, レザール・フロリサン & ウィリアム・クリスティ. Virgin Classics, 2011
- グルック : Ezio. 共演：Sonia Prina, Ann Hallenberg, Topi Lehtipuu, Julian Pregardien, Mayuko Karasava, Il Complesso Barocco & Alan Curtis. 2CD Virgin Classics, 2011
- ヘンデル : ’Mezzo-Soprano’. 共演：I Barocchisti & Diego Fasolis. Virgin Classics, 2010
- ヘンデル : Faramondo. 共演：フィリップ・ジャルスキー, Sophie Karthäuser, Marina de Liso, I Barocchisti & Diego Fasolis. 3CD Virgin Classics, 2009
- ヘンデル : Fernando. 共演：Lawrence Zazzo, Veronica Cangemi, Marianna Pizzolato, Antonio Abete, Filippo Adami, Il Complesso Barocco & Alan Curtis. 2CD Virgin Classics, 2007
- ロッシーニ : オペラ・アリア. 共演：I Barocchisti & Diego Fasolis. Virgin Classics, 2007
- レオナルド・ヴィンチ : Artaserse. 共演：フィリップ・ジャルスキー, Daniel Behle, フランコ・ファジョーリ, Valer Barna-Sabadus, Yuriy Mynenko, Concerto Köln & Diego Fasolis. 3CD Virgin Classics, 2012
- ヴィヴァルディ : Farnace (1738年版). 共演：Ann Hallenberg, Karina Gauvin, Daniel Behle, Ruxandra Donose, Mary-Ellen Nesi, Emiliano Toro Gonzales, I Barocchisti & Diego Fasolis. 3CD Virgin Classics, 2009

### DVD
- ランディ: Il Sant’Alessio . 共演：フィリップ・ジャルスキー, Alain Buet, Xavier Sabata, レザール・フロリサン & ウィリアム・クリスティ. 演出：Benjamin Lazar. 2DVD Virgin Classics, 2008
- クラウディオ・モンテヴェルディ : ポッペアの戴冠 . 共演：フィリップ・ジャルスキー, Danielle de Niese, Anna Bonitatibus, レザール・フロリサン & ウィリアム・クリスティ. 演出：Pier Luigi Pizzi, Teatro Real de Madrid, 2010. 2DVD Virgin Classics, 2012